# Andre Laws
Andre Bennet Laws (Anchorage, Alaska, 18 de septiembre de 1980) es un exbaloncestista estadounidense que se desempeñaba en la posición de escolta. Luego de jugar cuatro años en la División I de la NCAA con los San Diego Toreros desarrolló una carrera como profesional en México, Israel, Bosnia-Herzegovina, Jordania, Argentina y Brasil. 

## Trayectoria

### Clubes
| Club                | País                 | Año         |
| ------------------- | -------------------- | ----------- |
| Halcones UV Xalapa  | México               | 2003 - 2005 |
| Bnei HaSharon       | Israel               | 2005 - 2006 |
| HKK Siroki          | Bosnia y Herzegovina | 2006        |
| Halcones UV Xalapa  | México               | 2006 - 2008 |
| Al Riyadi Amman     | Jordania             | 2008        |
| Atenas              | Argentina            | 2008 - 2010 |
| Olímpico            | Argentina            | 2010 - 2011 |
| São José Basketball | Brasil               | 2011 - 2015 |